# Valor R

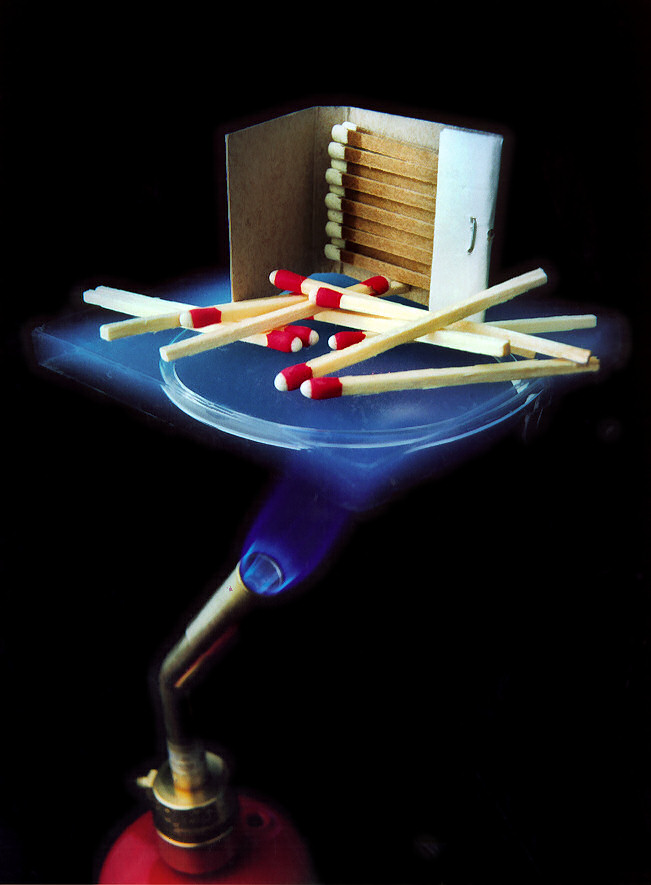
Aerogel é um isolante térmico artificial extremamente eficiente e tem um valor R muito alto.

O valor R é uma medida de resistência térmica  usado na industria de edificações e construção. Sob condições uniformes é a razão da diferença de temperaturas através de um isolante térmico e o fluxo de calor (fluxo de calor por unidade de área, {\displaystyle {\dot {Q}}_{A}}) através dele ou {\displaystyle R=\Delta T/{\dot {Q}}_{A}}. Quanto maior o número, melhor a eficiência do isolamento da edificação. Valor R é o inverso do Valor U.